# Ибн Батута (лунный кратер)
Кратер Ибн Батута (лат. Ibn Battuta) — небольшой ударный кратер в Море Изобилия на видимой стороне Луны. Название присвоено в честь арабского путешественника и странствующего купца Абу Абдаллаха Мухаммеда Ибн Баттута (1304—1377) и утверждено Международным астрономическим союзом в 1976 г. 

## Описание кратера
Ближайшими соседями кратера являются кратер Амонтон на северо-западе; кратер Линдберг на северо-востоке; кратер Аль-Марракиши на юго-востоке; кратер Крозье на юге и кратер Гоклений на юго-западе. На северо-востоке от кратера Ибн Батута находятся гряды Гейке; на востоке гряды Моусона. Селенографические координаты центра кратера 6°57′ ю. ш. 50°26′ в. д. / 6,95° ю. ш. 50,44° в. д., диаметр 11,5 км, глубина 1,51 км.
Кратер имеет циркулярную форму и практически не разрушен. Внутренний склон вала имеет альбедо несколько большее чем окружающая местность. Высота вала над окружающей местностью достигает 410 м , объем кратера составляет приблизительно 50 куб.км. Дно чаши плоское, в западной части чаши находится приметный маленький кратер. По морфологическим признакам кратер относится к типу SOS (по наименованию типичного представителя этого типа — кратера Созиген). Местность вокруг кратера изобилует безымянными останками древних кратеров, которые затоплены лавой при образовании Моря Изобилия и сегодня над поверхностью моря выступают лишь остатки их валов.
До получения собственного наименования в 1976 г. кратер Ибн Батута именовался сателлитным кратером Гоклений А.

## Сателлитные кратеры
Отсутствуют.

## См.также
- Список кратеров на Луне
- Лунный кратер
- Морфологический каталог кратеров Луны
- Планетная номенклатура
- Селенография
- Минералогия Луны
- Геология Луны
- Поздняя тяжёлая бомбардировка